# Ель-Асусуль

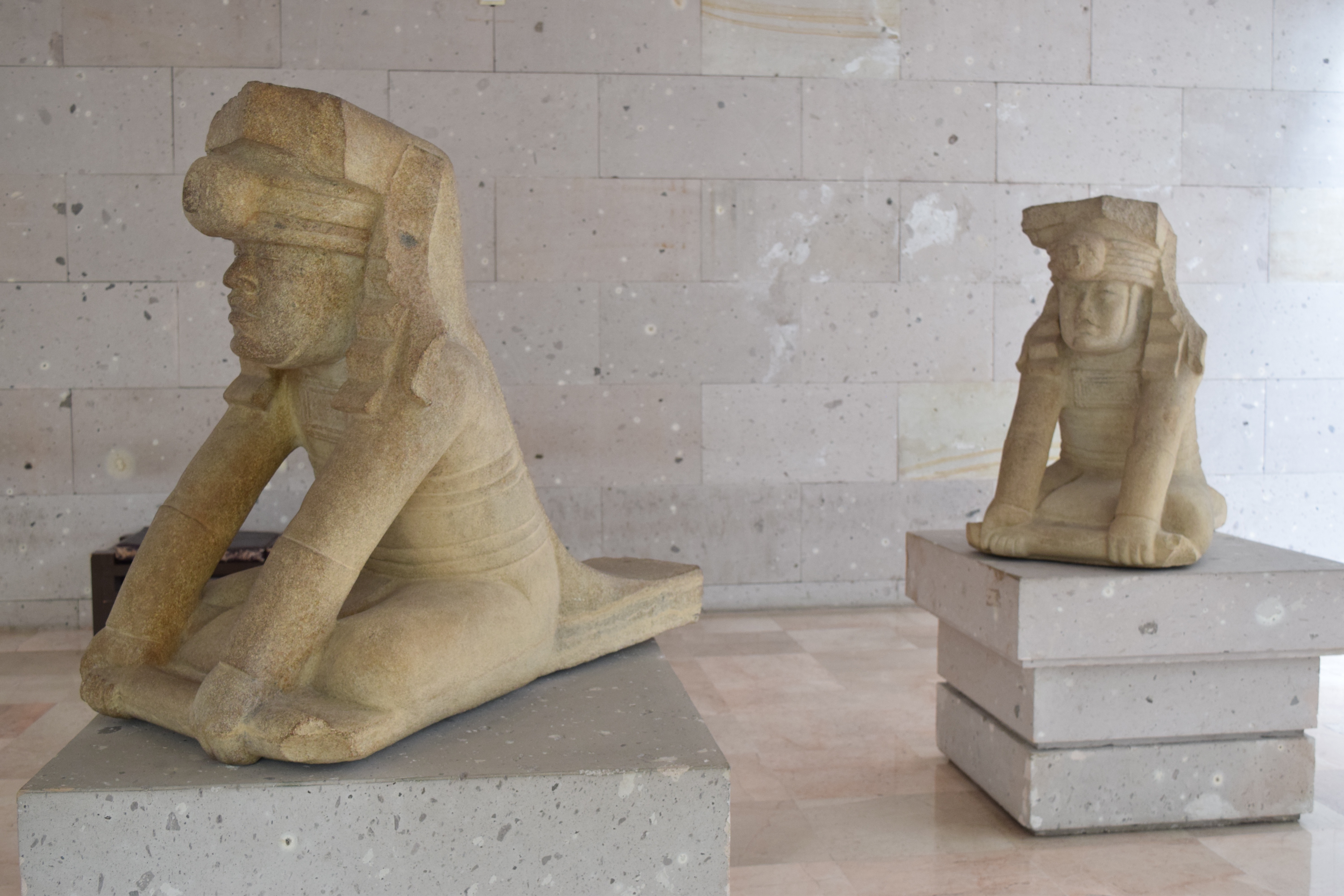
Статуї «близнюків» у Ель-Асусуль

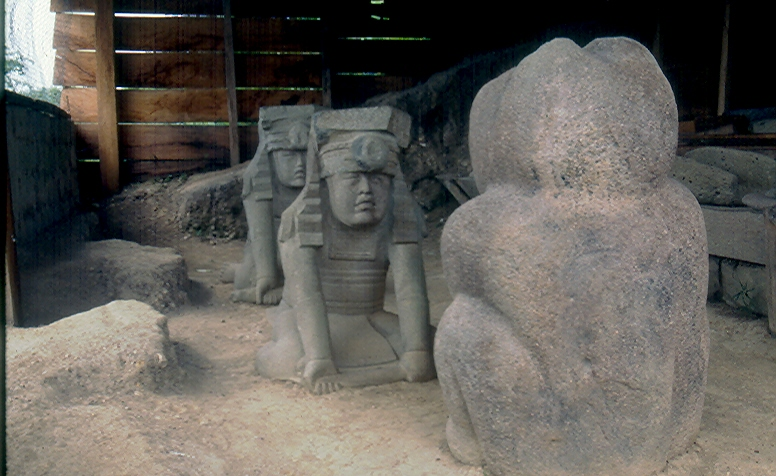
Статуї в місці відкриття. Незабаром після виявлення їх перевезли до музею в Шалапі

Ель-Асусуль (ісп. El Azuzul) — археологічна пам'ятка культури ольмеків на території мексиканського штату Веракрус, за кілька кілометрів від Сан-Лоренсо-Теночтітлана. Пам'ятник датують приблизно 1100—800 роками до н. е. Назва El Azuzul походить від найближчого ранчо. Пам'ятка входить до складу археологічного комплексу ісп. Loma del Zapote.

## Монументальне мистецтво
В Ель-Асусуль, з південного боку піраміди, виявлено дві різьблені кам'яні статуї передкласичного періоду. Нині[коли?] статуї зберігаються в антропологічному музеї міста Халапа.
Статуї зоблажують дві людські фігури в майже ідентичних сидячих позах. На думку деяких дослідників, ці «близнюки» — прототипи Шбаланке й Хунахпу, героїв-близнюків із епосу «Пополь-Вух». Прикраси на їхніх головах пізніше навмисно зіпсовано.
Поруч із людськими статуями виявлено дві статуї тварин, що нагадують ягуарів, висотою 120 і 160 см відповідно.